# Les Contrebandières
Pour plus de détails, voir Fiche technique et Distribution.
Les Contrebandières est un film français réalisé par Luc Moullet, sorti en 1968.

## Fiche technique
- Titre français : Les Contrebandières
- Réalisation : Luc Moullet
- Scénario : Luc Moullet
- Pays d'origine : France
- Format : Couleurs - 35 mm - Mono
- Genre : comédie
- Durée : 81 minutes
- Date de sortie : 1968

## Distribution
- Françoise Vatel : Brigitte
- Monique Thiriet : Francesca
- Johnny Monteilhet : un douanier
- Patrice Moullet : le braconnier
- Paul A. Martin : un fonctionnaire
- Bernard Cazassus : un nomade
- Luc Moullet : un imbécile pompeux
- Gérard Tanguy : syndicaliste
- Patrick Huber : syndicaliste

## Distinctions
Le film a été présenté à la Quinzaine des réalisateurs, en sélection parallèle du festival de Cannes 1969.